# Société Française des Films de l’Éclair
Éclair va ser una empresa de productora de cinema, laboratori de cinema i fabricant de càmeres cinematogràfiques establerta a Épinay-sur-Seine, França per Charles Jourjon el 1907.

## Inicis

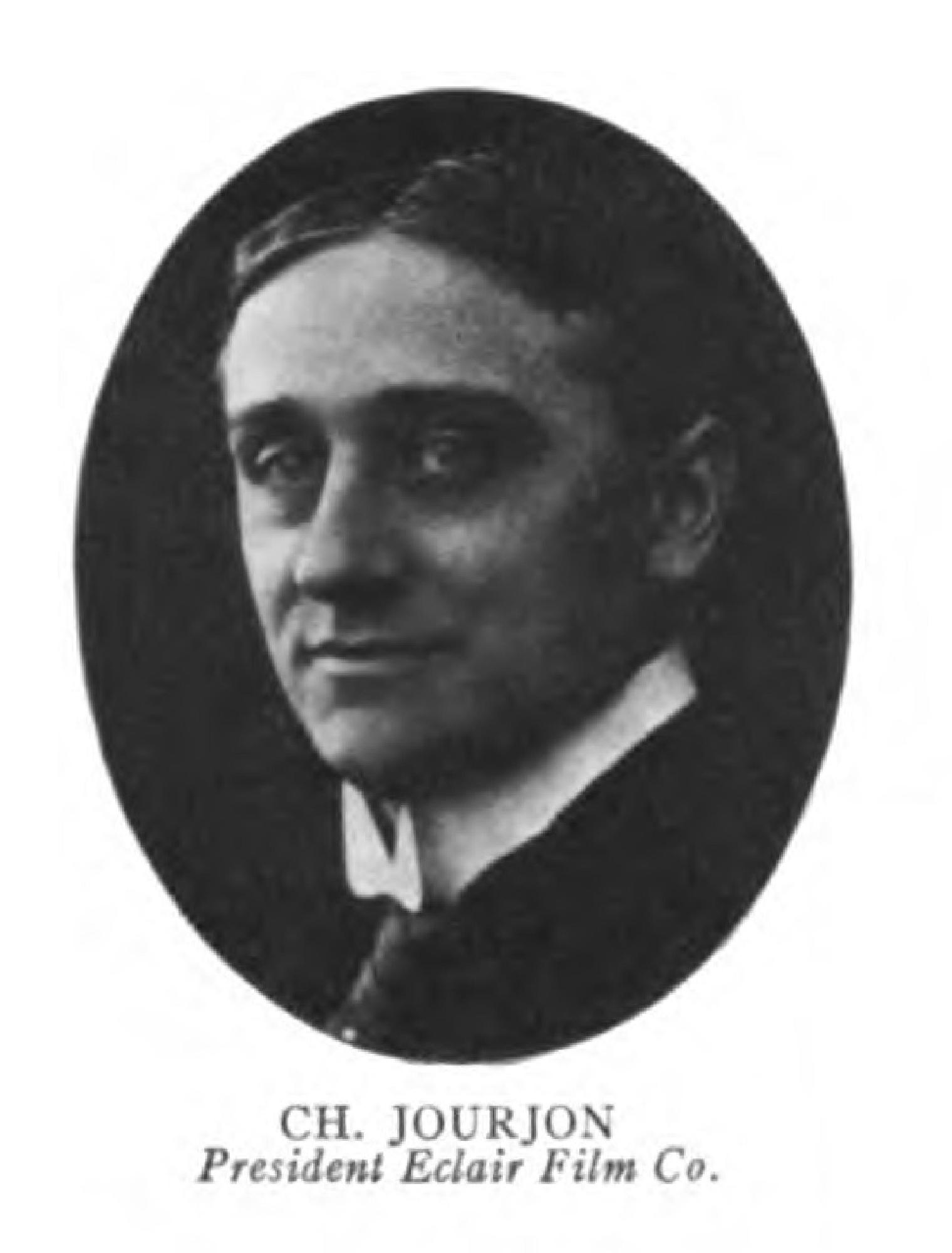
Charles Jourjon

La “Societé Française des Films de l'Éclair” va ser fundada per Charles Jourjon, industrial i doctor en dret, juntament amb Ambroise Parnaland com a soci minoritari el 22 d'abril de 1907. En menys de cinc anys convertirà Éclair en la tercera productora de cinema a nivell mundial just per darrere de Pathé i Gaumont. A això hi van contribuir diferents fets. Per una banda la compra del Château Lacépède i del seu parc de 6 hectàrees com a estudi, també la contractació de Victorin Jasset, un popular director d'espectacles al Hippodrome de París que havia estat acomiadat de la Gaumont per atemptat a la moral i finalment també per la seva capacitat de desenvolupar tecnologia punta tan pel que fa als estudis (il·luminació, decorats, trucatges…) com pel que fa a material de laboratori cinematogràfic.
Jasset desenvolupa tots els gèneres del films d'aventures partint de les sèries de literatura popular francesa i americana: Nick Carter, Zigomar, etc. A part del parc Lacépède també comença a filmar a Epinay-sur-Seine.

## Desenvolupament

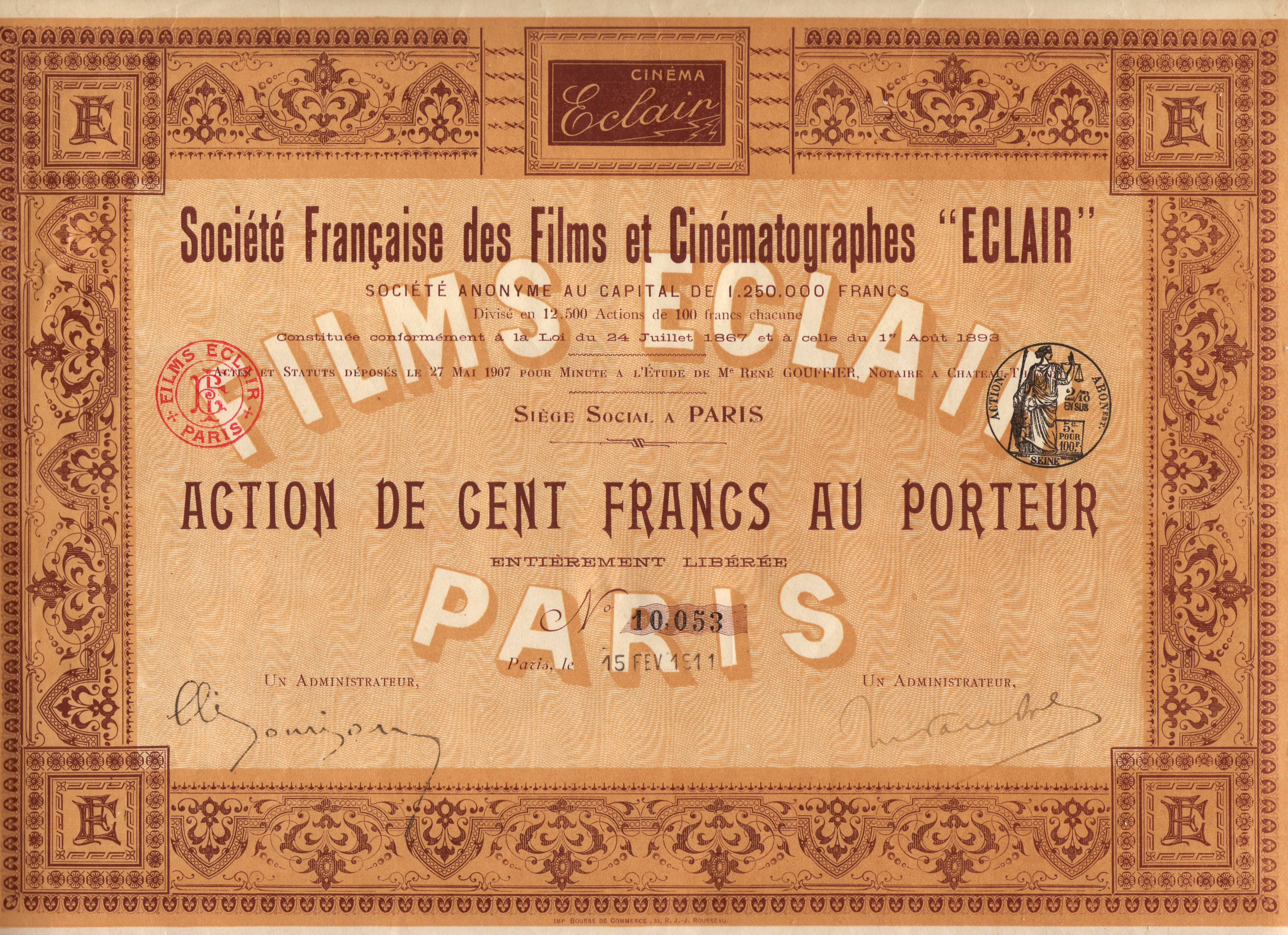
Acció de la Société française des films et Cinématographes Éclair

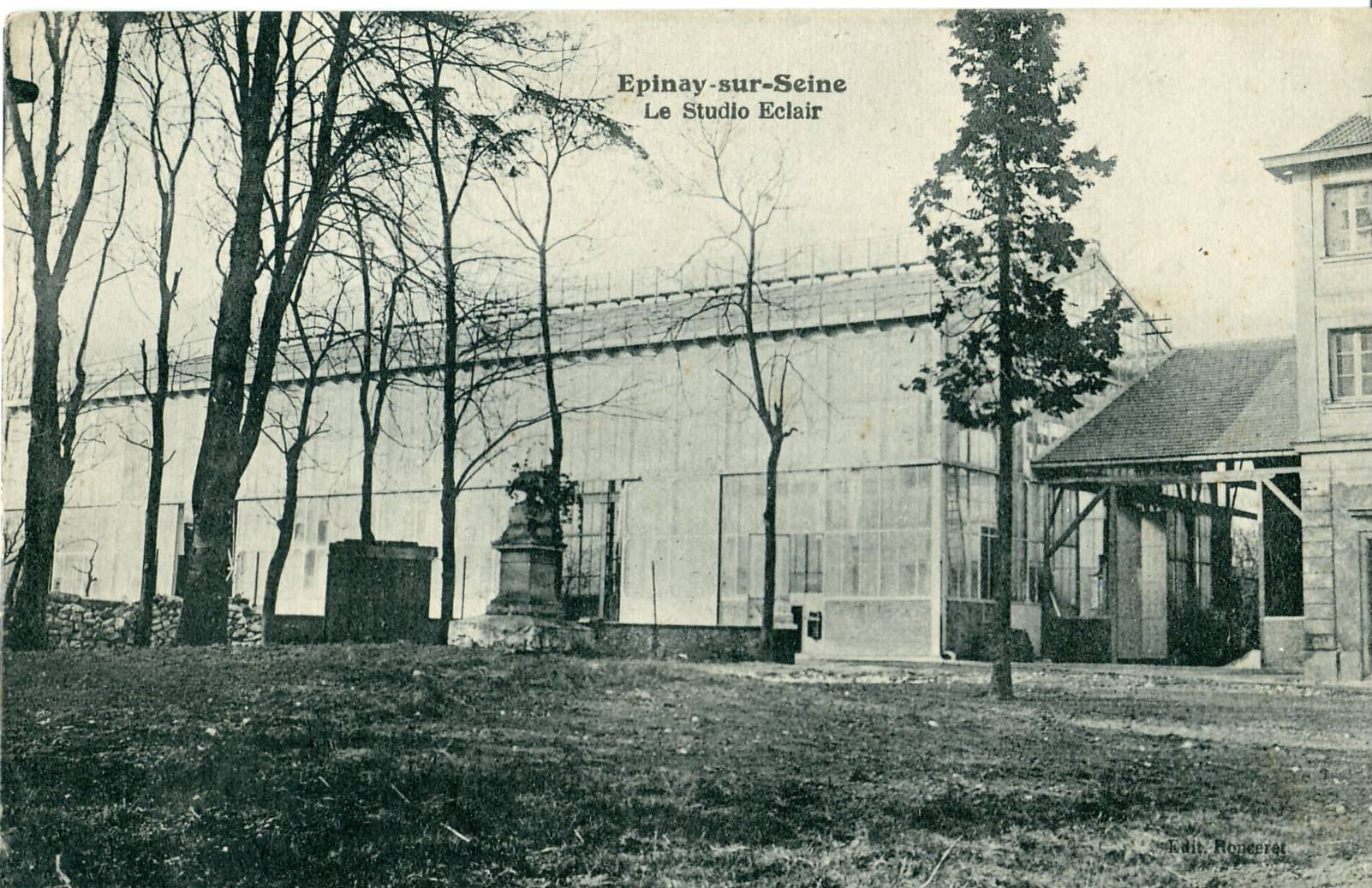
Els estudis Éclair a Epinay-Sur-Seine

Éclair amplia els seus laboratoris, crea un segon estudi completament de vidre a Epinay-sur-Seine i es dota de sucursals a Brussel·les, Milà, Londres, Moscou, Viena, Berlin, etc. També crea l'ACAD, associació cinematogràfica d'autors dramàtics que sota la direcció d'Emile Chautard comença a adaptar els grans textos teatrals al cinema, com feien Pathé i Gaumont, i amb l'arribada el 1912 de Maurice Tourneur s'opta de nou per temes de la literatura popular. Es roden pel·lícules de misteri com Le Mystère de la chambre jaune o Monsieur Lecocq basades en textos de Gaston Leroux i Émile Gaboriau o sèries còmiques com Gavroche (1912- 1914), Pétronille (1912-1914), Willy (1911-1916), o els relats d'històries de Sherlock Holmes dirigits i protagonitzats per Georges Tréville.

## Éclair a Alemanya: DECLA
L'estiu de 1911 Éclair va obrir la seva oficina a la Friedrichstrasse de Berlin, el centre del negoci cinematogràfic alemany. El 1915, amb capital d'Éclair i conjuntament amb Fritz Holz i Erich Pommer, es va fundar el 1915 la Decla-Film-Gesellschaft-Holz & Co., a Berlín (Decla significava Deutsche Eclair). La Decla produïa pel·lícules d'aventures i de detectius, drames, i peces de societat, així com sèries de curt-metratges. El 1919, la societat està arruïnada i es fusiona amb la Meinert- Film- Gesellschaft. Les produccions es varen anar tornant més ambicioses i es van rodar diversos llargmetratges sota les marques Decla Abenteuerklasse i Decla Weltklasse, produint entre d'altres, “Die Spinnen. 2. Teil: Die Brillantenschiff” (1920) de Fritz Lang o El Gabinet del doctor Caligari (1919) de Robert Wiese.

## Éclair Film Company of America
El 1909, Charles Jourjon crea una delegació d'Éclair a Nova York i més endavant, la tardor del 1911, crea a Fort Lee un laboratori i dos estudis de vidre amb capacitat de rodar quatre escenes simultàniament, amb la idea de comercialitzar als Estats Units “pel·lícules fetes a la manera de l'Éclair”. Això volia dir fent servir actors americans i tècnics francesos formats a Paris. Jules Brulatour era el conseller general de la branca americana. La companyia formava party de l'American Independent Film Manufacturers (AIFM) juntament amb altres productores com Nestor, Thanhouser, Lux, Electrograph, Columbia, Kinograph, Motograph, Great Northern, Carson i Capitol. La primera pel·lícula rodada per l'Éclair America va ser “Hands acroos the sea in '76” (1911). La producció americana arriba a ser de quatre pel·lícules setmanals d'una o dues bobines que es distribuïen per una llarga xarxa de nickleodeons. Més endavant es van produir pel·lícules de 4 o 5 bobines. Entre els actors d'Éclair America hi havia Alec B. Francis, Barbara Tennant, Fred Truesdell, Clara Horton, Helen Marten, Julia Stuart, Will E. Sheerer, Robert Frazer o John Adolfi. Per tal d'evitar l'exiguïtat dels estudis i, durant l'hivern, per tal de paliar la manca de llum, diferents companyies de la productora són enviades a filmar en indrets naturals com les cascades del Niagara o Oklahoma. La demanda és tan gran que el novembre de 1913 Jourjon envia Webster Cullison a Tucson a crear un segon estudi per rodar westerns. Entre els directors es poden citar Maurice Tourneur (arribat el 1914), Émile Chautard, Étienne Arnaud o Oscar A.C. Lund.
El 19 de març de 1914 es va produir un incendi que va destruir el laboratori on es feia el revelat i impressió de les pel·lícules i el magatzem que contenia tots els negatius i pel·lícules per ser distribuïdes. L'estudi, localitzat a un centenar de metres es va salvar però el foc provocà unes pèrdues d'uns 300.000 dòlars. Gràcies a un acord per a la utilització de la infraestructura de la Gaumont, la companyia no va aturar la seva producció tot i perdre les pel·lícules que s'havien de distribuir aquella setmana. La producció es va traslladar als estudis de Horsley a Bayonne (Nova Jersey) i després a Tucson (Arizona). però bona part de l'equip, com Tennant o Francis, es van passar a la companyia Peerless liderada per Brulatour. Els diners de l'assegurança es van enviar a la casa matriu, però amb la Primera Guerra Mundial ja no van tornar. La companyia no va sobreviure més que uns mesos.

## SIC Éclair
Juntament amb la pèrdua de l'estudi de Fort Lee, un any abans (el 22 de juny de 1913) mor Victorin Jasset després d'una intervenció quirúrgica i comença la Primera Guerra Mundial. L'Éclair es veu estrangulada pels préstecs i malgrat algunes ajudes del govern francès el 1917 es troba en una situació crítica i ja mai més serà la gran productora que va arribar a ser. És aleshores que Jourjon, juntament amb Serge Snadberg, crea una nova societat, la Société Industrielle Cinematographique (SIC) que serà concessionària de la marca Éclair i que en dirigirà totes les seves activitats. El 1919 es rellança la producció d'Éclair però ha perdut alguns dels seus puntals com el director Maurice Tourneur que s'ha quedat als Estats Units.
Entre el 1919 i 1922 SIC Éclair finança les pel·lícules produïdes per Louis Nalpas, com La Fête espagnole (1920) de Louis Delluc, Mathias Sandorf d'Henri Fescourt o Tristan et Yseut de Maurice Mariaud, o la sèrie còmica de Serpentin interpretada per Marcel Lévesque. Per altra part, la SIC Eclair crea un tercer estudi a Epinay-sur-Seine per rodar les pel·lícules de Gérard (Un drame sous Napoléon, Le Fils de la nuit, ...) i comença la fabricació de les càmeres “Caméréclair”.
El 1922 Éclair cessa la producció de pel·lícules tot i que a partir de 1928 tornarà a rodar-ne algunes. Mentrestant, els estudis d'Epinay-sur-Seine són llogats a diferents productores. El 1929 es roda a aquest estudi el primer film sonor francès: Le Requin, d'Henri Chomette produïda per la Société des Films Sonores Tobis, que hi rodarà moltes altres pel·lícules. El 1930 Charles Jourjon recompra els laboratoris de Lacépède a Serge Sandberg que els sonoritza el 1932 utilitzant la tecnologia de la Tobis i crea l'”Éclair-Journal parlant”. A la mort de Jourjon el 1932 el seu gendre Jacques Mathot en pren la direcció i Éclair-Journal comença a produir curtmetratges i després alguns llargmetratges a partir de 1938. Actualment Éclair continua operant com a companyia de postproducció i processament de films. Algunes de les pel·lícules rodades als estudis d'Epinay-sur-Seine són El quimèric inquilí (1976) de Roman Polanski, Un cor a l'hivern (1992) de Claude Sautet o Léon (El professional) (1994) de Luc Besson.

## Fabricació de càmeres cinematogràfiques

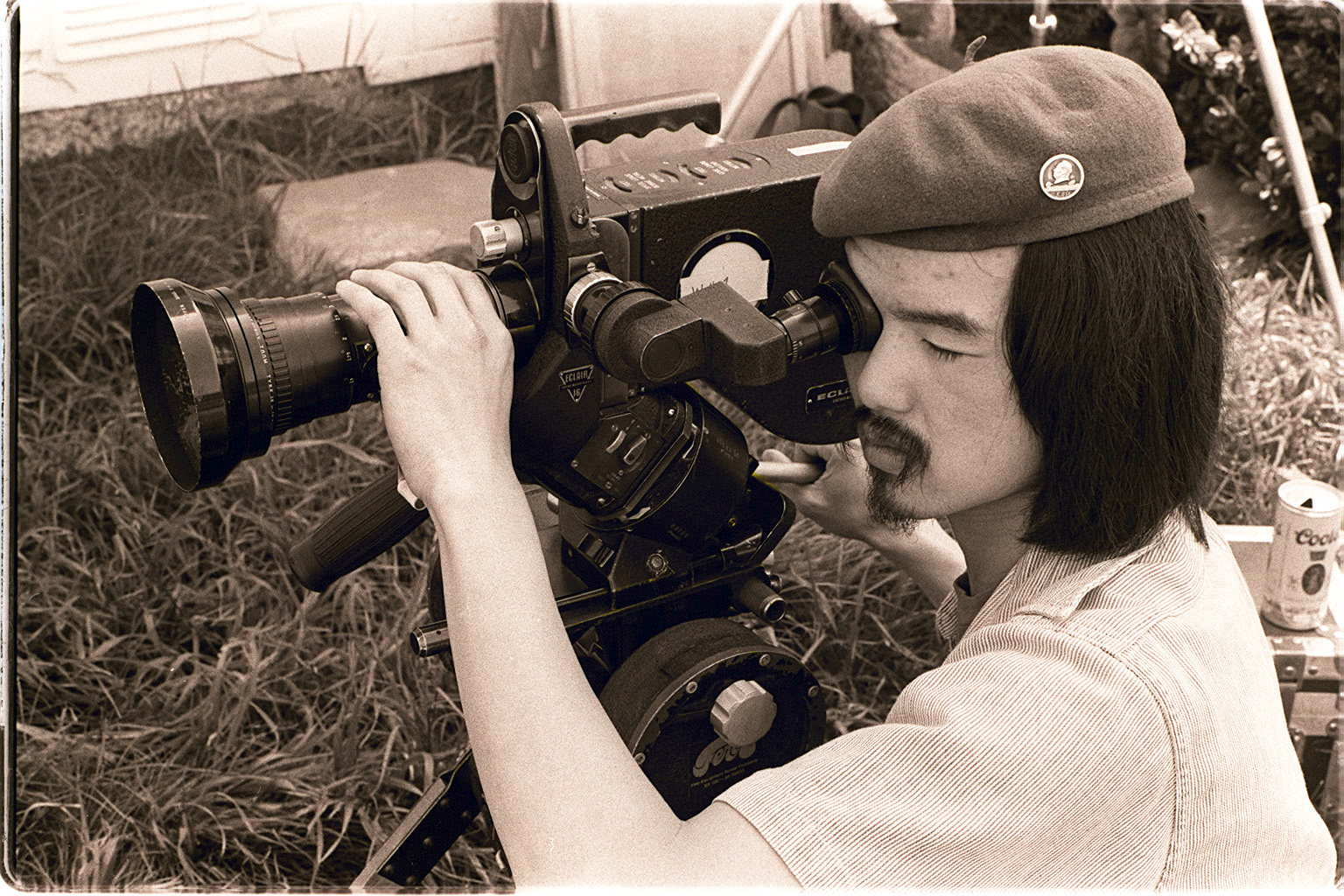
El director Curtis Choy amb una càmera Éclair NPR de 16mm

L'any 1912 la companyia es va diversificar i va començar a construir càmeres. Entre els seus primers models els de més èxit van ser el Caméréclair de 1928 i també el Camé 300 Réflex. El gran èxit de disseny va venir però el 1947 amb la Caméflex, una càmera portàtil de 35 mm que posteriorment podia treballar amb un format dual de 16/35 mm. Aquesta càmera va tenir un paper important en la Nouvelle Vague francesa, ja que permetia una forma més lliure de rodar pel·lícules. Posteriorment van aparèixer els models silenciosos de 16 mm, com l'Eclair NPR (també conegut com a "Eclair 16" o "Eclair Coutant") el 1960, i el Eclair ACL el 1971. Els últims models dissenyats per Éclair a principis dels anys vuitanta (l'Eclair EX16 i l'Eclair PANORAM) van arribar massa tard per salvar la companyia. Aquesta es va vendre a Aaton S.A. en 1986 que va cessar tota la producció de càmeres, oferint només una llicència per al manteniment de les moltes càmeres existents.